# Kup
Kup (manchmal auch Gup) ist die Bezeichnung für einen Schülergrad in einigen koreanischen Kampfkünsten wie zum Beispiel dem Taekwondo, Hapkido und Tang Soo Do. Wörtlich bedeutet Kup Klasse, Rang oder Stufe. Die Anzahl der Kup-Grade ist von Verband zu Verband unterschiedlich.
Der Anfänger hat automatisch den höchsten Kup, zum Beispiel den zehnten. In einigen Verbänden beginnt man mit dem Mu Kup, was leere Stufe bedeutet. Mit jeder Prüfung steigt man auf, wobei die Kup-Grade abwärts gezählt werden. Nach dem höchsten Schülergrad (1. Kup) folgen die Meister-Grade, welche Dan genannt werden.

## Taekwondo
Im Graduierungssystem des Taekwondo gibt es zehn Schülergrade, die Kup heißen.
| 10. Kup (weiß) | 9. Kup                | 8. Kup (gelb) | 7. Kup                | 6. Kup (grün) | 5. Kup                | 4. Kup (blau) | 3. Kup               | 2. Kup (braun oder rot) | 1. Kup                   |
| 10. Kup (weiß) | (weiß oder weiß-gelb) | 8. Kup (gelb) | (gelb oder gelb-grün) | 6. Kup (grün) | (grün oder grün-blau) | 4. Kup (blau) | (blau oder blau-rot) | 2. Kup (braun oder rot) | (braun oder rot-schwarz) |

In der Anfangszeit des Taekwondo wurde für den 2. und 1. Kup in Anlehnung an die höchsten Kyū-Grade im Karate, aus dem die Farben übernommen wurden, stets ein brauner Gürtel getragen. Auch heute noch gibt es Schulen und Verbände, die braun statt rot für diese Graduierung verwenden.

## Hapkido
Im Hapkido ist unter anderem folgendes Graduierungs- und Farbsystem verbreitet:
| Kup Grad    | Mu Kup | 9. Kup | 8. Kup | 7. Kup | 6. Kup | 5. Kup | 4. Kup | 3. Kup | 2. Kup | 1. Kup  |
| Gürtelfarbe | weiß   | gelb   | orange | grün   | blau   | blau-  | rot    | rot-   | braun  | braun-  |
|             |        |        |        |        |        | rot    |        | braun  |        | schwarz |